# Shinsegae
Shinsegae (tiếng tiếng Hàn: 신세계; Hanja: 新世界, KRX: 004170) là một chuỗi cửa hàng bách hóa nhượng quyền thương mại của Hàn Quốc, cùng với một số doanh nghiệp khác, có trụ sở chính tại Seoul, Hàn Quốc. Cái tên Shinsegae theo nghĩa đen có nghĩa là "Thế giới mới" trong tiếng Hàn Quốc. Cửa hàng ở Centum City, Busan, là cửa hàng bách hóa lớn nhất thế giới với tổng diện tích 293.000 mét vuông, lớn hơn Macy's Herald Square của Macy ở Thành phố New York vào năm 2009.
Shinsegae ban đầu là một phần của Tập đoàn Samsung, được tách ra vào thập niên 1990 từ Samsung cùng với CJ Group (Thực phẩm/Hóa chất/Giải trí), Saehan Group (Truyền thông Điện tử/Trang phục/Dệt may) và Hansol Group (Giấy/Viễn thông). Chủ tịch Shinsegae là Lee Myung-hee, bà là con gái của người sáng lập Samsung Lee Byung-chul và là em gái của Chủ tịch Samsung Electronics Lee Kun-hee.
Tập đoàn này hiện là nhà bán lẻ lớn nhất ở Hàn Quốc sở hữu các thương hiệu Shinsegae và E-Mart, đồng thời đang cạnh tranh trực tiếp với Lotte Department Store và Hyundai Department Store Group.
Shinsegae cũng nổi tiếng với lịch sử lâu đời của nó. Chi nhánh chính của Shinsegae là cửa hàng bách hóa lâu đời nhất ở Hàn Quốc. Tòa nhà chính của cửa hàng được khai trương vào năm 1930 với tên gọi chi nhánh Gyeongseong của Mitsukoshi, là một cửa hàng nhượng quyền thương mại của Nhật Bản; Hàn Quốc đã bị chiếm đóng bởi Đế quốc Nhật Bản vào thời điểm đó. Cửa hàng được mua lại vào năm 1945 bởi người sáng lập quá cố của tập đoàn Samsung, Lee Byung-chul và được đổi tên thành Donghwa Department Store (Cửa hàng Bách hóa Donghwa). Sau khi Chiến tranh Triều Tiên (1950–1953) bắt đầu nổ ra, nó được quân đội Mỹ sử dụng trong vài năm như một trạm trao đổi bưu cục và bưu điện. Năm 1963, cửa hàng được đặt tên là Shinsegae. Tòa nhà cũ hiện tại được sử dụng làm địa điểm mua sắm sang trọng.
Shinsegae là công ty thẻ tín dụng đầu tiên ở Hàn Quốc. Họ đã phát hành thẻ tính phí của riêng mình từ năm 1967 đến năm 2000. Năm 2000, Shinsegae bán bộ phận thẻ tín dụng của họ cho Ngân hàng KorAm, ngân hàng này sau đó được Citibank Hàn Quốc mua lại.

## Cửa hàng

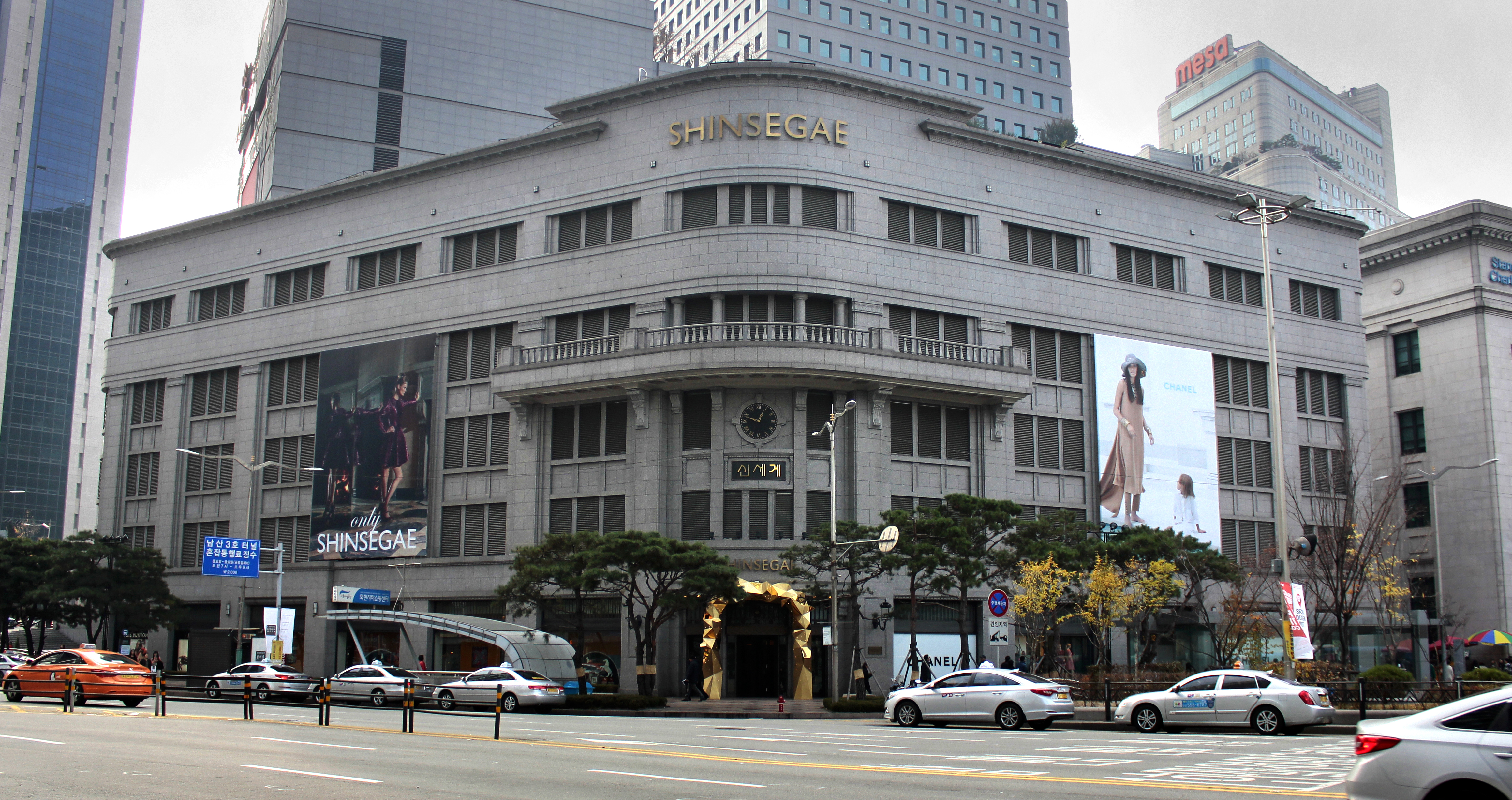
Cửa hàng chính ở Seoul

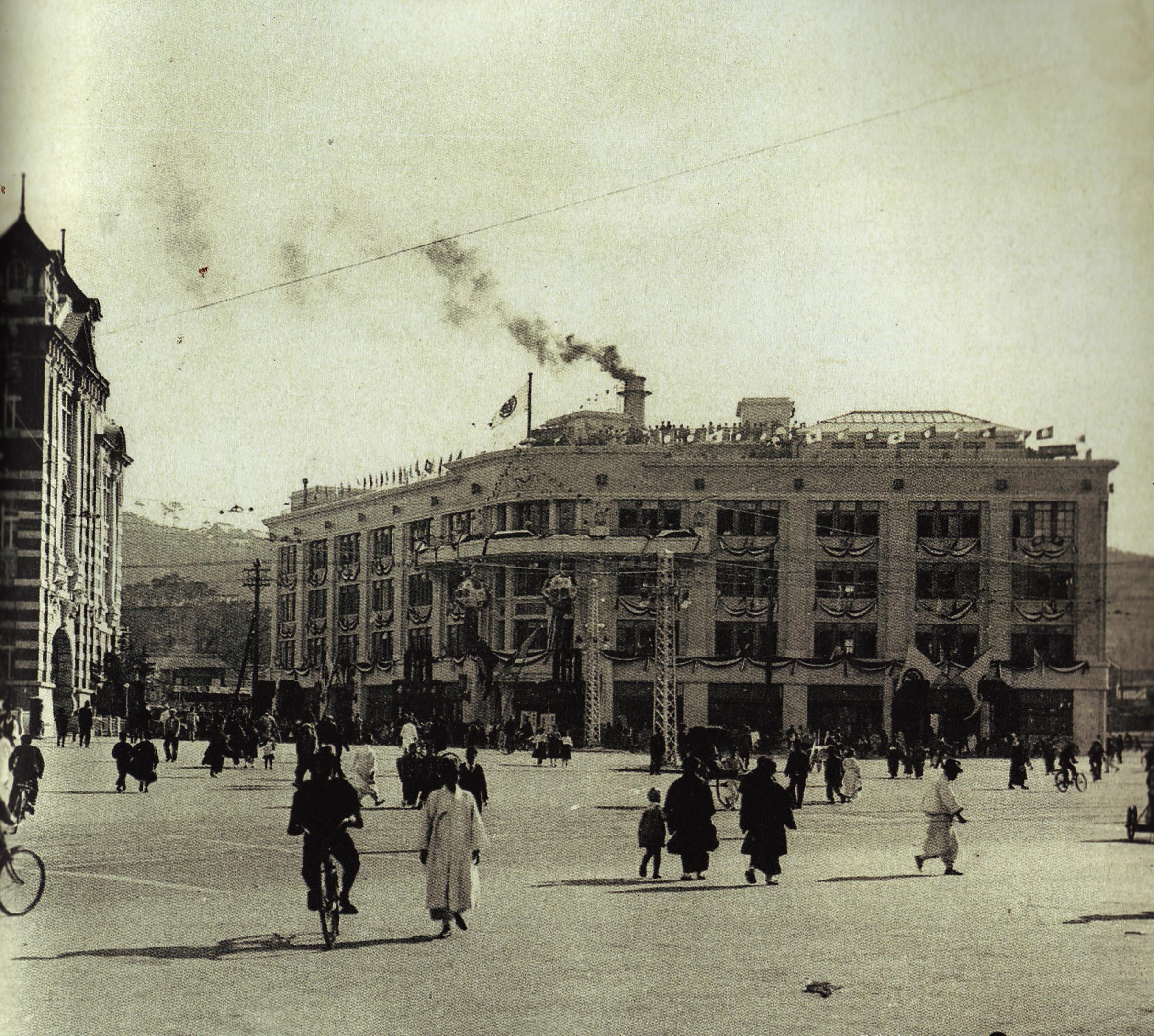
Cửa hàng chính ở Seoul trong thời kỳ còn là thuộc địa của Nhật Bản, khi đó nó là chi nhánh của Mitsukoshi ở Tokyo

Chi nhánh Busan, cửa hàng bách hóa lớn nhất thế giới

Chi nhánh Gwangju

- Cửa hàng chính (Tòa nhà chính & Tòa nhà mới) (본점 본관, 신관) ở Jung-gu, Seoul
- Cửa hàng Gangnam (Tòa nhà chính & Tòa nhà mới) (강남점 본관, 신관) ở Seocho-gu, Seoul, là cửa hàng có doanh thu hàng đầu của Shinsegae, thu về 1 tỷ USD mỗi năm
- Cửa hàng Yeongdeungpo (Tòa nhà A, Tòa nhà B & Luxury Hall) (영등포점 A관, B관, 명품관) ở Quảng trường Thời đại, Yeongdeungpo-gu, Seoul
- Cửa hàng Gyeonggi (경기점) ở Suji-gu, Yong-in, Gyeonggi (Đổi tên từ Cửa hàng Jukjeon vào ngày 26 tháng 10 năm 2009)
- Shinsegae Centum City (신세계 센텀시티) ở Centum City, Haeundae-gu, Busan (cửa hàng bách hóa lớn nhất thế giới)[5][6]
- Cửa hàng Masan (마산점) tại Masan-Happo-gu, Changwon, Gyeongsang Nam
- Gwangju Shinsegae (광주 신세계, KRX: 037710) ở Seo-gu, Gwangju
- Cửa hàng Arario Chungcheong (충청점) ở Dongnam-gu, Cheonan, Chungcheong Nam (Thông qua liên minh quản lý với Arario, chủ sở hữu của Yawoori Department Store, Shinsegae đã mở chi nhánh này tại Cheonan trong tòa nhà từng được sử dụng là chi nhánh Cheonan của Galleria Department Store và Yawoori Department Store)
- Cửa hàng Uijeongbu (의정부점) ở Uijeongbu, Gyeonggi-do
- Cửa hàng Hanam (하남점) ở Hanam, Gyeonggi-do (Nằm trong trung tâm mua sắm Starfield Hanam, liên doanh giữa Shinsegae và Taubman Centers, khai trương ngày 9 tháng 9 năm 2016. Bên cạnh Shinsegae, nó còn có rạp chiếu phim Megabox, nhà sách Yeongpoong, Zara, H&M, Hansem, Electromart, thương nhân emart (kiểu nhà kho), công viên nước trong nhà và khu ẩm thực Eatopia. Nhiều thương hiệu cao cấp như Louis Vuitton, Prada, Gucci, Genesis và BMW CARS cũng như Ioniq EV đều có mặt trong trung tâm mua sắm.)
- Cửa hàng Gimhae (김해점) ở Gimhae, Gyeongsang Nam
- Daegu Shinsegae (대구신세계) ở ga Dongdaegu, Daegu

Shinsegae cũng có một chi nhánh nhỏ ở Sân bay Quốc tế Incheon, và một siêu thị ở Dogok-dong, Gangnam-gu, Seoul.
Năm 2010, Shinsegae đã khai trương Shinsegae Style Market, một trung tâm mua sắm nhỏ hơn chủ yếu hướng đến khách hàng trẻ tuổi. Mặc dù tên của nó có chữ "Shinsegae", trung tâm mua sắm này được quản lý bởi công ty con của Shinsegae là E-Mart.
- Seongnam Style Market ở chi nhánh E-Mart Taepyeong, Seongnam, Gyeonggi-do
- Daejeon Style Market ở chi nhánh Khu phức hợp nhà ga E-Mart Daejeon, Dong-gu, Daejeon

### Kế hoạch
- Một trung tâm mua sắm thời trang dành cho giới trẻ trong tòa nhà Mesa, không còn tồn tại ngay bên cạnh cửa hàng chính của Shinsegae ở Jung-gu, Seoul
- Trung tâm mua sắm tại Samsung Town, NW của Seoul new town đang được xây dựng

### Không còn tồn tại
- Cửa hàng Daegu (대구점) ở Jung-gu, Daegu (mở cửa vào năm 1973 và đóng cửa vào tháng 12 năm 1976)
- Cửa hàng Shinsegae Banpo (신세계 스토어 반포) ở Gangnam-gu, Seoul (mở cửa vào năm 1974 và đóng cửa vài năm sau đó)
- Cửa hàng Gyeongju Bomun (경주보문점) ở Gyeongju, Gyeongsang Bắc (mở cửa vào năm 1979 và đóng cửa vài năm sau đó)
- Cửa hàng Dongbang Plaza (동방플라자) ở Jung-gu, Seoul (mở cửa năm 1982 và đóng cửa năm 1996)
- Cửa hàng Cheonho (천호점) ở Gangdong-gu, Seoul (đóng cửa năm 2000, chuyển đổi thành Cửa hàng E-Mart Cheonho)
- Cửa hàng Mia (미아점) ở Seongbuk-gu, Seoul (đóng cửa năm 2007, chuyển đổi thành Cửa hàng E-Mart Mia)

## Cửa hàng giảm giá
E-Mart (이마트) là công ty con của Shinsegae và là một chuỗi cửa hàng giảm giá lớn được thành lập tại Hàn Quốc, có các cửa hàng ở Trung Quốc, Hàn Quốc, Mông Cổ và Việt Nam. Tại Hàn Quốc, E-Mart là chuỗi cửa hàng giảm giá lớn nhất, tiếp theo sau là Homeplus và Lotte Mart.
Cuối tháng 5 năm 2006, Shinsegae tiết lộ kế hoạch mua tất cả 16 cửa hàng Wal-Mart ở Hàn Quốc, và sau đó tất cả đã được đổi tên thành E-Mart vào tháng 10 năm 2006. Wal-Mart đã rút khỏi thị trường Hàn Quốc ngay sau đó.
Shinsegae tách bộ phận E-Mart của mình thành một công ty riêng (KRX: 139480) vào năm 2012. Trung tâm mua sắm được E-Mart mua lại vào tháng 1 năm 2014.

## Trung tâm mua sắm trực tuyến
SSG (thường được đọc là "쓱") là một trung tâm mua sắm trực tuyến do Shinsegae điều hành vào năm 2014. Thông qua trung tâm mua sắm này, các sản phẩm từ các chi nhánh của Shinsegae (Shinsegae Department Store, E-Mart, Casamia, CHICOR, v.v.) có thể được đặt mua trực tuyến.

## Công ty con
- Central City
- E-mart
- Gwangju Shinsegae
- Seoul Express Bus Terminal (Bến xe buýt Seoul tốc hành)
- Shinsegae I&C
- Shinsegae Chelsea
- Shinsegae Construction
- Shinsegae Dongdaegu CTC (Shinsehae Daegu)
- Shinsegae Food System
- Shinsegae International
- Starbucks Coffee Korea
- Johnny Rockets
- Westin Chosun Hotel
- Emart24
- Casamia
- Mindmark
  - SILKWOOD
  - Studio 329
- CHICOR

## Tranh cãi
Shinsegae đã cấm các hình ảnh thương mại của nữ diễn viên Go Hyun-jung (고현정) tại các cửa hàng bách hóa của họ sau khi cô ly hôn với phó chủ tịch kiêm cựu giám đốc điều hành Chung Yong-jin.